# 욕야카르타 특별주
욕야카르타 특별주(인도네시아어: Daerah Istimewa Yogyakarta)는 인도네시아 자와섬 중남부에 위치한 특별주이다. 주도는 욕야카르타이다. 욕야카르타 특별주는 제1급 지방 자치체이며 주와 동등한 지위를 갖는 특별 행정 지역이다. 형식적으로는 욕야카르타 술탄의 지배하에 있다. 면적 3,185.80 km², 인구 43,640,000명이다. 도시 지역의 인구는 약 60만명이다. 인도네시아에서 유일하게 지사직이 세습되는 지역이다.

## 역사
욕야카르타는 인도네시아어로 "평화의 마을"을 뜻하며 명칭에 관해서는 "라마야나" 이야기에 등장하는 라마 왕자의 나라인 아유디야를 닮아서 붙였다고 한다. 태국의 아유타야도 유래가 비슷하다.
중부 자와섬에 위치해 있는 욕야카르타 지역은 마타람으로 불렸다. 8세기에는 힌두계 마타람 왕국이 발흥 했지만, 10 세기에 동부 자와섬으로 이동하였다. 16세기 후반, 이슬람계 마타람 왕국이 다시 발흥해 국력이 강력해졌지만, 바타비아(현 자카르타)에 기지를 두고 있는 네덜란드 동인도 회사의 견제에 의해서 점차 국력이 약화되어 갔다. 18세기에는 자와섬에서 3차례에 걸쳐 전쟁이 계속되어 국력이 약해진 마타람 왕국은 결국 1755년 네덜란드의 보호하에 들어갔다 동시에 이 왕국은 욕야카르타 왕국과 스라카르타 왕국으로 나뉘었다.
초대 욕야카르타 술탄은 하멩쿠부워노 1세이다. 네덜란드의 식민 통치에도 욕야카르타 왕국은 존속하였다. 인도네시아 독립전쟁 시기에 욕야카르타 지역은 네덜란드의 식민 지배에 저항하는 인도네시아의 임시 수도가 되었다. 인도네시아의 건국 후, 네덜란드에 협력적이었던 욕야카르타 왕국은 망했지만, 욕야카르타의 술탄 하멩쿠부워노 9세(1912년-1988년)는 인도네시아 독립운동에 협력한 공로로, 술탄의 직위를 인정받았던 것 뿐만 아니라, 명예직에 불과하지만 인도네시아의 부통령으로도 선출되고, 또 재무장관, 국방장관에도 취임하였다. 1988년에 술탄 하멩쿠부워노 9세가 사망하면서, 아들 하멩쿠부워노 10세가 술탄직을 계승하였다. 1998년 수하르토 정부가 붕괴하였고 당시 주지사였던 파쿠 알람 8세가 병사하면서 욕야카르타 주지사직이 선거제로 바뀌었으나, 하멩쿠부워노 10세는 직접 선거로 당당히 주지사에 당선되었다. 2012년 8월, 중앙정부와의 십여 년 동안의 대화 끝에 인도네시아 국회는 욕야카르타 술탄이 욕야카르타 주지사직을 자동 승계하는 것을 명문화했다.

## 관광
욕야카르타는 인도네시아의 고도(古都)로서, 독자적인 문화로 유명한 관광지이다. 지금도 술탄이 살고있는 왕궁은 일반적으로 공개가 되고 있다. 이 지역은 그림자 연극으로도 유명하다. 또 보로부두르 사원, 프란바난 사원 등 의 세계 문화 유산도 있다.

## 인구
| 연도                                    | 인구      | ±%     |
| --------------------------------------- | --------- | ------ |
| 1971                                    | 2,489,360 | —      |
| 1980                                    | 2,750,813 | +10.5% |
| 1990                                    | 2,913,054 | +5.9%  |
| 1995                                    | 2,916,779 | +0.1%  |
| 2000                                    | 3,122,268 | +7.0%  |
| 2010                                    | 3,457,491 | +10.7% |
| 2020                                    | 3,668,719 | +6.1%  |
| 출처: Badan Pusat Statistik (BPS), 2021 |           |        |